# Ambrož pod Krvavcem
Ambrož pod Krvavcem este o localitate din comuna Cerklje na Gorenjskem, Slovenia, cu o populație de 74 de locuitori.